# Zooarqueología

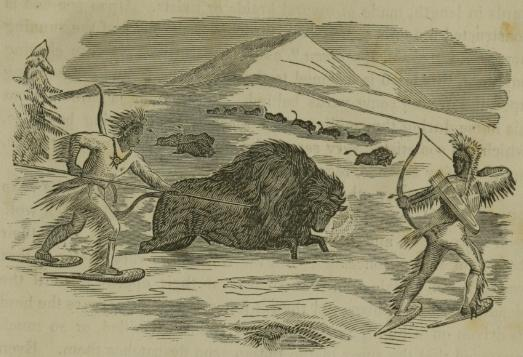
Dibujo hecho en 1855 por Mark Forrester. Vemos a un grupo de nativos americanos cazando a un bisonte.

La zooarqueología (también llamada arqueozoología) es la disciplina que se encarga del estudio de los restos animales que se encuentran en contextos arqueológicos. Esta disciplina puede aplicarse al estudio de todos los períodos de la historia, en los cuales los seres humanos se han relacionado con los animales. Esta relación hace referencia tanto al consumo alimenticio de estos, al uso de algunos productos (huesos, astas, valvas, etc.) como materia prima para la fabricación de instrumentos, como mascotas y su domesticación, en fuerza de trabajo (tracción, apoyo en la caza, etc.), y también los significados simbólico-religiosos que tuvieron las distintas especies. El objetivo final del estudio es aportar información sobre las sociedades humanas a través de los restos faunísticos que estas han dejado.

## Propósito

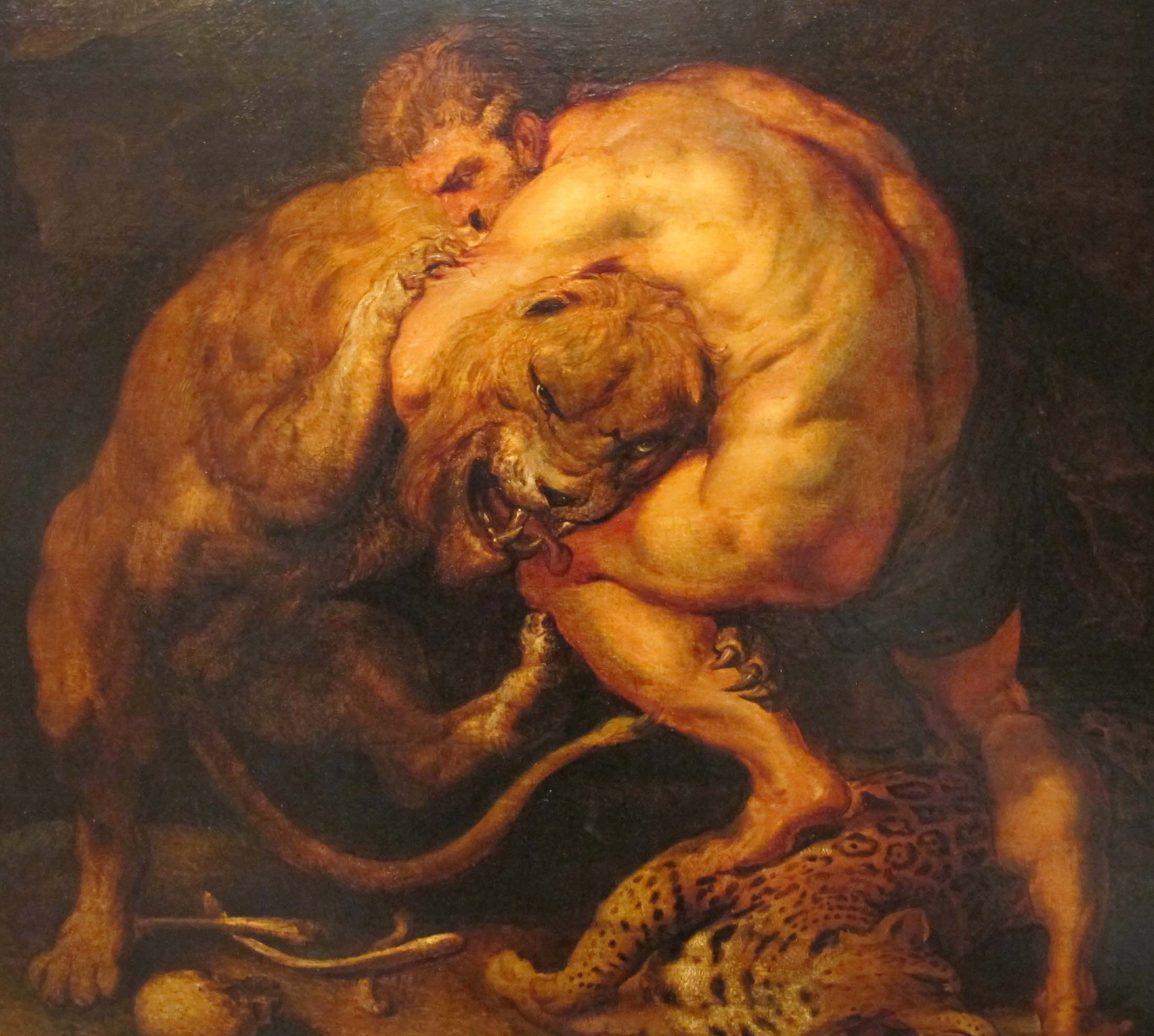
Hércules luchando contra el León de Nemea. Los animales han sido una parte muy importante en la mitología y creencias de todas las grandes civilizaciones.

La zooarqueología se utiliza principalmente para responder, entre otras preguntas: 
- ¿Cuáles eran las costumbres alimenticias de los antiguos pueblos?
- ¿De qué manera influyeron los animales en la cultura?
- ¿Qué tipo de estrategias de caza practicaron los antiguos pueblos?
- ¿Cómo fue el proceso de domesticación y selección artificial en ciertas especies?
- ¿Cuál era el simbolismo religioso que algunos pueblos le daban a ciertos animales?
- ¿Para qué propósitos, aparte de la comida, fueron utilizados los animales?
- ¿Cómo era el entorno natural en aquellos tiempos?

Además de ayudarnos a comprender el pasado, la zooarqueología nos da ideas para resolver los problemas ecológicos actuales, esto incluye específicamente los problemas relacionados con la gestión de la vida silvestre; por ejemplo, conociendo el modo en qué las sociedades antiguas convivían con especies que hoy se encuentran en peligro de extinción, pero que en la antigüedad eran incluso veneradas.

## Técnicas
Una de las técnicas que se utilizan en arqueozoología, es la atención cuidadosa a la tafonomía., esto incluye el estudio de cómo los elementos se entierran y se deposita en el lugar en cuestión, cuáles son las condiciones que ayudan a la conservación de estos elementos, y cómo estos elementos se destruyen.
Otra técnica que los arqueozoologos utilizan es el análisis de laboratorio. Este análisis puede incluir la comparación de los esqueletos encontrados en el sitio con esqueletos de animales ya identificados, esto no sólo ayuda a identificar qué animal es, sino también si el animal fue domesticado o no.
Aún en la actualidad otra técnica que la arqueozoología utiliza es la cuantificación. Se hacen interpretaciones basadas en el número y tamaño de los huesos, estas interpretaciones son importantes, pues pueden incluir diferentes especies utilizadas como parte de la dieta humana.

## Campos relacionados
La arqueozoología puede verse como un campo interdisciplinar, en donde se relaciona de una u otra media con los siguientes campos:
- Arqueología
- Arqueomalacología
- Etnografía
- Etnobiología
- Mitología
- Paleozoología
- Zoología